# Davide Bottone
Davide Bottone (Biella, 11 aprile 1986) è un allenatore di calcio ed ex calciatore italiano, di ruolo centrocampista, tecnico degli allievi del Città di Varese.

## Carriera

### Club
Dopo aver giocato in tutte le squadre del vivaio del Torino, nell'estate 2006 viene ceduto in prestito alla Biellese in Serie C2 dove gioca 20 partite. Nel gennaio 2007 passa in compartecipazione al Varese, squadra con la quale, dopo un inizio stentato, si guadagna il posto di titolare giocando 13 partite. Nel giugno 2007 viene riscattato alle buste dalla squadra piemontese e inserito nella rosa della prima squadra per la stagione successiva. Il 7 ottobre dello stesso anno fa il suo esordio in Serie A contro la Sampdoria e pochi giorni dopo firma il nuovo contratto, che lo lega alla squadra granata fino al 2011. A causa degli infortuni di Barone, Grella e Zanetti, gioca titolare nelle partite contro Cagliari e Udinese, facendosi apprezzare, e a San Siro il 3 novembre subentrando a Motta. Il 13 gennaio 2008 segna il suo primo gol in Serie A nella sconfitta (1-2) contro il Livorno. A fine anno avrà collezionato 9 presenze e una rete. Negli ultimi giorni del calciomercato estivo del 2008 viene ceduto in prestito con diritto di riscatto della compartecipazione al L.R. Vicenza, disputando 36 incontri. Al termine della stagione la società veneta decide di non esercitare il diritto di riscatto e il giocatore torna a Torino. Nel febbraio 2010 viene ceduto in prestito per sei mesi ai rumeni del CFR Cluj con cui conquista campionato e Coppa di Romania.
Il 17 luglio 2010, dopo essere tornato al Torino dal prestito in Romania, viene ceduto definitivamente al Frosinone. Segna il suo primo ed unico gol in maglia frusinate il 7 ottobre 2012 nella vittoria interna per 2-1 contro l'Avellino.
Il 30 giugno 2013 rimane svincolato e il 22 luglio seguente parte per il ritiro a Coverciano dei calciatori svincolati sotto l'egida dell'Associazione Italiana Calciatori. 
Il 13 agosto 2013 passa alla Torres di Sassari, militante in Lega Pro Seconda Divisione. Dopo due anni e mezzo rescinde il contratto con la Torres, a fine 2015.
Nell'estate 2016, a distanza di 9 anni e dopo un periodo di prova in aggregazione alla prima squadra, ritorna a vestire la maglia del Varese in Serie D.
L'8 agosto 2017 firma per la Nuorese, sempre in Serie D.

### Nazionale
Convocato già nel novembre del 2007 e nell'ottobre del 2008, senza mai scendere in campo, debutta con la Nazionale Under-21 di Pierluigi Casiraghi il 18 novembre 2008, nell'amichevole contro la Germania.

### Allenatore
Nella stagione 2018-2019 comincia il suo percorso da allenatore con i Giovanissimi Provinciali del Gavirate per approdare, poi, in Svizzera dove ha guidato nell’ultima stagione gli Allievi Under-17 del Chiasso. Attualmente è in carica come allenatore degli allievi del Città di Varese.

## Statistiche

### Presenze e reti nei club
| Stagione         | Squadra          | Campionato       | Campionato | Campionato | Coppe nazionali | Coppe nazionali | Coppe nazionali | Coppe continentali | Coppe continentali | Coppe continentali | Altre coppe | Altre coppe | Altre coppe | Totale | Totale |
| Stagione         | Squadra          | Comp             | Pres       | Reti       | Comp            | Pres            | Reti            | Comp               | Pres               | Reti               | Comp        | Pres        | Reti        | Pres   | Reti   |
| ---------------- | ---------------- | ---------------- | ---------- | ---------- | --------------- | --------------- | --------------- | ------------------ | ------------------ | ------------------ | ----------- | ----------- | ----------- | ------ | ------ |
| 2006-gen. 2007   | Biellese         | C2               | 20         | 0          | CI              | 0               | 0               | -                  | -                  | -                  | -           | -           | -           | 20     | 0      |
| gen.-giu. 2007   | Varese           | C2               | 13         | 0          | -               | -               | -               | -                  | -                  | -                  | -           | -           | -           | 13     | 0      |
| 2007-2008        | Torino           | A                | 9          | 1          | CI              | 2               | 0               | -                  | -                  | -                  | -           | -           | -           | 11     | 1      |
| ago. 2008-2009   | Vicenza          | B                | 36         | 0          | CI              | 1               | 0               | -                  | -                  | -                  | -           | -           | -           | 37     | 0      |
| 2009- feb. 2010  | Torino           | B                | 10         | 0          | CI              | 1               | 0               | -                  | -                  | -                  | -           | -           | -           | 11     | 0      |
| Totale Torino    | Totale Torino    | Totale Torino    | 19         | 1          |                 | 3               | 0               |                    |                    |                    |             |             |             | 22     | 1      |
| feb.-giu. 2010   | CFR Cluj         | Liga I           | 7          | 0          | CR              | 2               | 0               | -                  | -                  | -                  | -           | -           | -           | 9      | 0      |
| 2010-2011        | Frosinone        | B                | 33         | 0          | CI              | 1               | 0               | -                  | -                  | -                  | -           | -           | -           | 34     | 0      |
| 2011-2012        | Frosinone        | 1D               | 22         | 0          | CI              | 2               | 1               | -                  | -                  | -                  | -           | -           | -           | 24     | 1      |
| 2012-2013        | Frosinone        | 1D               | 6          | 1          | CI              | 1               | 0               | -                  | -                  | -                  | -           | -           | -           | 7      | 1      |
| Totale Frosinone | Totale Frosinone | Totale Frosinone | 61         | 1          |                 | 6               | 1               |                    |                    |                    |             |             |             | 67     | 2      |
| 2013-2014        | Torres           | 2D               | 32+2       | 5          | CI-LP           | 2               | 0               | -                  | -                  | -                  | -           | -           | -           | 36     | 5      |
| 2014-2015        | Torres           | LP               | 9          | 0          | CILP            | 2               | 1               | -                  | -                  | -                  | -           | -           | -           | 11     | 1      |
| giu.-dic. 2015   | Torres           | D                | 6          | 0          | CI-D            | 0               | 0               | -                  | -                  | -                  | -           | -           | -           | 6      | 0      |
| Totale Torres    | Totale Torres    | Totale Torres    | 47         | 5          |                 | 4               | 1               |                    |                    |                    |             |             |             | 51     | 6      |
| 2016-2017        | Varese           | D                | 26         | 2          | CI-D            | 0               | 0               | -                  | -                  | -                  | -           | -           | -           | 26     | 2      |
| 2017-2018        | Nuorese          | D                | 8          | 0          | CI-D            | 2               | 0               | -                  | -                  | -                  | -           | -           | -           | 10     | 0      |
| Totale carriera  | Totale carriera  | Totale carriera  | 237+2      | 9          |                 | 16              | 2               |                    |                    |                    |             |             |             | 255    | 11     |

## Palmarès
- Campionato rumeno: 1

CFR Cluj: 2009-2010
- Coppa di Romania: 1

CFR Cluj: 2009-2010